# I’m in Miami Bitch
I’m in Miami Bitch (znane też pod radiową nazwą I’m in Miami Trick) – debiutancki singiel amerykańskiego zespołu LMFAO. Oficjalnie został wydany na początku 2009 roku. Producentem singla jest Redfoo,
Utwór został użyty jako czołówka amerykańskiego reality show Kourtney i Khloé jadą do Miami. Piosenka znalazła się również w jednym z odcinków CSI: Kryminalne zagadki Miami.
Oprócz wielu alternatywnych wersji utworu powstał oryginalny remix z udziałem Pitbulla. Na arenie międzynarodowej większą popularność zdobył mashup z „Let the Bass Kick” stworzony przez DJ Chuckie, który dotarł do dziewiątego miejsca UK Singles Chart.

## Alternatywne wersje
Piosenka jest pierwotnie zatytułowana „I’m in Miami Bitch”, ale rozgłośnie radiowe często zmieniały tytuł na „I’m in Miami Trick”. W społeczności rap „trick” często zastępuje słowo „bitch”. W wersji DJ Chuckie często zastępowano „bitch” słowem „girl”. Istnieje wiele alternatywnych wersji utworu, zazwyczaj dostosowanych do lokalnych rozgłośni radiowych w danym mieście. Wiele z wymienionych poniżej wersji zostały wydanych przez iTunes Store i Zune Marketplace, jak np. remix zatytułowany I’m In Your City Trick.

## Wersja DJ Chuckie
Let the Bass Kick in Miami Bitch (znane też pod ocenzurowaną nazwą „Let the Bass Kick in Miami Girl”) jest mashup’em piosenki DJ Chuckie „Let the Bass Kick” i utworu LMFAO „I’m in Miami Bitch”. Został wydany w niektórych krajach europejskich oraz osiągnął spory sukces w Wielkiej Brytanii docierając do dziewiątego miejsca UK Singles Chart oraz pierwszego miejsca UK Dance Chart gdzie utrzymywał się kilka tygodni.

## Pozycje na listach

### „I’m in Miami Bitch”
| Lista (2009)             | Najwyższa pozycja |
| ------------------------ | ----------------- |
| Australian Singles Chart | 27                |
| Canadian Hot 100         | 37                |
| UK Singles Chart         | 86                |
| UK Dance Chart           | 7                 |
| U.S. Billboard Hot 100   | 51                |
| U.S. Billboard Pop Songs | 27                |

### „Let the Bass Kick in Miami Bitch” (wersja Chuckie)
| Lista (2009)                     | Najwyższa pozycja |
| -------------------------------- | ----------------- |
| Dutch Top 40                     | 17                |
| Belgium Singles Chart (Flandria) | 17                |
| Belgium Singles Chart (Wallonia) | 38                |
| UK Singles Chart                 | 9                 |
| UK Dance Chart                   | 1                 |